# Egon Bahr
Egon Karl-Heinz Bahr (Treffurt, Turingia, 18 de marzo de 1922-Berlín, 19 de agosto de 2015) fue un político del Partido Socialdemócrata de Alemania.

## Biografía
En 1928 su familia se mudó a Torgau, Sajonia.
En 1938, debido a que no quería separarse de su esposa, que era de origen judío, el padre de Bahr fue expulsado de la escuela donde trabajaba. La familia se mudó a Berlín.
En 1940 aprobó su Abitur (examen) en el Helmholtz-Gymnasium de la ciudad de Friedenau, Berlín. Este mismo año, Egon Bahr fue rechazado como estudiante de música debido a sus antepasados judíos. Completó un aprendizaje como empleado industrial en Rheinmetall-Borsig AG, Alemania.
De 1942 a 1944 se integró como soldado en la Segunda Guerra Mundial. Fue expulsado de la Wehrmacht después de que se conociera su "ascendencia no aria".
Bahr trabajó como periodista en Berlín. Primero fue reportero del Berliner Zeitung y luego del Allgemeine Zeitung, que luego se convirtió en el Neue Zeitung. Se casó con Dorothea Grob
De 1948 a 1950 fue corresponsal del Tagesspiegel en Hamburgo y Bonn.
De 1950 a 1960 fue comentarista principal y jefe de la oficina en Bonn de la RIAS y editor político en jefe de 1953 a 1954 allí.
En 1956 se unió al Partido Socialdemócrata de Alemania.
De 1960 a 1966 el Alcalde de Berlín Occidental, Willy Brandt, nombró a Bahr para dirigir la Oficina de Prensa e Información del Estado de Berlín.
De 1961 a 1963 junto con Willy Brandt, Bahr desarrolló los principios rectores de la política exterior que formaron la base de la posterior Ostpolitik de la República Federal de Alemania. Bahr se convirtió en el arquitecto de los tratados orientales, así como en el autor intelectual y estratega para poner fin a la Guerra Fría.
En este contexto, en julio de 1963, en un discurso en la Academia Evangélica de Tutzing, Barh formuló la nueva concepción de la Ostpolitik alemana bajo el lema "cambio a través del acercamiento".
De 1966 a 1969 fue Embajador especial y jefe del personal de planificación del Ministerio de Relaciones Exteriores.
En enero de 1970 Bahr mantuvo las primeras conversaciones en Moscú con el Ministro de Relaciones Exteriores Andrei A. Gromyko sobre un tratado de No Violencia entre la Unión Soviética y la República Federal. El periódico Bild publicó partes del "documento de Bahr" secreto a principios de junio, aunque no está claro cómo obtuvo la información. Las conversaciones sirven de base para el Tratado de Moscú concluido el 12 de agosto de 1970, y en  noviembre del mismo año, Bahr inició conversaciones con el representante de la RDA, Michael Kohl, sobre la mejora de las relaciones entre los dos estados alemanes.
El 17 de diciembre de 1971, Bahr y Michael Kohl firmaron el acuerdo de tránsito en Bonn, que regulaba el tráfico de pasajeros y mercancías  entre la República Federal de Alemania y Berlín Occidental. Fue el primer acuerdo panalemán a nivel gubernamental.
De 1972 a 1974, Bhar fue nombrado Ministro Federal de Tareas Especiales. En esta función, se convirtió en asesor permanente del Canciller Brandt en todas las cuestiones de Alemania Oriental y la política alemana.
El 26 de mayo de 1972, Egon Bahr y Michael Kohl firmaron un acuerdo de transporte entre la República Federal y la RDA en Berlín Oriental.
El 21 de diciembre de 1972, Barh y Michael Kohl firmaron el tratado básico: reconoció la responsabilidad de las cuatro potencias, la inviolabilidad de las fronteras, la limitación de la soberanía al territorio nacional respectivo, el intercambio de "representantes permanentes", el mantenimiento de la política interior alemana, comercio y la solicitud de ambos estados para ser admitidos en la ONU.     
Entre 1972 y 1990 fue miembro del Bundestag de la República Federal de Alemania y desde 1972 hasta 1976 también fue Ministro de Asuntos Especiales del Gobierno Federal.
Bahr fue figura clave en varias sesiones de negociación entre el este y oeste de Alemania.  Además de su papel fundamental en la Ostpolitik, Bahr fue también una voz influyente en la negociación del Tratado de Moscú, el Tratado de Varsovia, el Tratado de tránsito de 1971 y el Tratado Básico de 1972.